# 김선형
김선형(金善亨, 1988년 7월 1일 ~ )은 대한민국의 농구 선수이며 포지션은 콤보 가드이다. 주특기는 스피드를 활용한 속공과 드리블이다.
2011년 KBL 드래프트에서 전체 2순위로 서울 SK 나이츠에 입단하였다. 데뷔 시즌인 2011-12 시즌에 신인답지 않은 활약을 보였으며, 2012-13 시즌에는 이성구 페어플레이상을 수상하였다. 2015년 9월 8일, 불법 스포츠 토토 혐의로 무기한 출전 정지 처분을 받고, 기소유예 처분 이후 20경기 출전 정지 징계가 확정되었다. 2016-17시즌을 앞두고, 서울 SK 나이츠의 주장이 되었다.

## 출신학교
- 인천서흥초등학교 졸업
- 송도중학교 졸업
- 송도고등학교 졸업
- 중앙대학교 졸업

## 경력

### 국가대표
- 2009년 동아시아 경기 대회 농구 남자
- 2012년 하계 올림픽 농구 남자 최종예선
- 2013년 FIBA 아시아 선수권 대회
- 2014년 아시안 게임 농구 남자

## 수상
- 2012-13 KB국민카드 프로농구